# Craig Bellamy (rugby à XIII)
Pour les articles homonymes, voir Craig Bellamy et Bellamy.

a Compétitions nationales et continentales officielles uniquement.

Craig Bellamy, né le 3 octobre 1958 à Portland, est un ancien joueur de rugby à XIII australien évoluant au poste de centre, de demi d'ouverture ou de troisième ligne dans les années 1980 et 1990 aux Raiders de Canberra dans le Championnat de Nouvelle-Galles du Sud. Il entame ensuite une reconversion dans le poste d'entraîneur, tout d'abord en tant qu'assistant de Wayne Bennett aux Broncos de Brisbane puis en prenant en main le Storm de Melbourne. Il devient l'un des entraîneurs les plus en vue, remportant à deux reprises la National Rugby League et en étant désigné sélectionneur de l'équipe de la Nouvelle-Galles du Sud pour le State of Origin entre 2008 et 2010.

## Biographie
Parmi les joueurs que Craig Bellamy a lancé en NRL, sont présents Israel Folau, Ryan Hoffman,  Cameron Smith, Cooper Cronk, Billy Slater, Will Chambers, Dallas Johnson, Antonio Kaufusi, Felise Kaufusi, Greg Inglis, Jordan McLean, Cameron Munster, James Maloney, Brett White, Nelson Asofa-Solomona, Kenny Bromwich, Suliasi Vunivalu, Matt King, Jesse Bromwich, Gareth Widdop, Kevin Proctor ou Adam Blair.

## Palmarès

### Palmarès de joueur
- Collectif
  - Vainqueur du Championnat de Nouvelle-Galles du Sud : 1989 et 1990 (Canberra).
  - Finaliste du World Club Challenge : 1989 (Canberra).
  - Finaliste du Championnat de Nouvelle-Galles du Sud : 1987 et 1991 (Canberra).

### Palmarès d'entraîneur
- Collectif :
  - Vainqueur du World Club Challenge : 2013 (Melbourne).
  - Vainqueur de la National Rugby League : 2012 et 2017 et 2020 (Melbourne).
  - Vainqueur de la phase régulière de National Rugby League : 2011, 2016 et 2017 (Melbourne).
  - Vainqueur du City vs Country Origin : 2006 (Country).
  - Finaliste du World Club Challenge : 2008 (Melbourne).
  - Finaliste de la National Rugby League : 2006, 2008 et 2016, 2018 et 2024 (Melbourne).

- Individuel :
  - Nommé meilleur entraîneur de National Rugby League : 2006, 2007, 2011, 2017, 2019, 2021 et 2024 (Storm  de Melbourne).

#### Détails en club
| Année                                                                                               | Année | Club             | Compétition | Saison régulière | Saison régulière | Saison régulière | Saison régulière | Saison régulière | Phase finale        | Phase finale | Phase finale | Phase finale | Phase finale |
| Année                                                                                               | Année | Club             | Compétition | Class.           | MJ               | V.               | N.               | D.               | Perf.               | MJ           | V.           | N.           | D.           |
| Adjoint de Wayne Bennett aux Brisbane Broncos, il remplace celui-ci lors de deux rencontres en 2002 |       |                  |             |                  |                  |                  |                  |                  |                     |              |              |              |              |
| 2002                                                                                                | 2002  | Brisbane Broncos | NRL         | 3e               | 2                | 1                | 0                | 1                | Finale prél.        | -            | -            | -            | -            |
| 2003                                                                                                | 2003  | Melbourne Storm  | NRL         | 5e               | 24               | 15               | 0                | 9                | 2e tour             | 2            | 1            | 0            | 1            |
| 2004                                                                                                | 2004  | Melbourne Storm  | NRL         | 6e               | 24               | 13               | 0                | 11               | 2e tour             | 2            | 1            | 0            | 1            |
| 2005                                                                                                | 2005  | Melbourne Storm  | NRL         | 6e               | 24               | 13               | 0                | 11               | 2e tour             | 2            | 1            | 0            | 1            |
| 2006                                                                                                | 2006  | Melbourne Storm  | NRL         | 1er              | 24               | 20               | 0                | 4                | Finale préliminaire | 2            | 1            | 0            | 1            |
| 2007                                                                                                | 2007  | Melbourne Storm  | NRL         | 1er              | 24               | 21               | 0                | 3                | Titre retiré        | 3            | 3            | 0            | 0            |
| 2008                                                                                                | 2008  | Melbourne Storm  | NRL         | 1er              | 24               | 17               | 0                | 7                | Finaliste           | 4            | 2            | 0            | 2            |
| 2009                                                                                                | 2009  | Melbourne Storm  | NRL         | 4e               | 24               | 14               | 1                | 9                | Titre retiré        | 3            | 3            | 0            | 0            |
| 2010                                                                                                | 2010  | Melbourne Storm  | NRL         | 16e              | 24               | 14               | 0                | 10               | Non qualifié        | -            | -            | -            | -            |
| 2011                                                                                                | 2011  | Melbourne Storm  | NRL         | 1er              | 24               | 19               | 0                | 5                | Finale préliminaire | 1            | 1            | 0            | 1            |
| 2012                                                                                                | 2012  | Melbourne Storm  | NRL         | 2e               | 24               | 17               | 0                | 7                | Champion            | 3            | 3            | 0            | 0            |
| 2013                                                                                                | 2013  | Melbourne Storm  | NRL         | 3e               | 24               | 16               | 1                | 7                | 2e tour             | 2            | 0            | 0            | 2            |
| 2014                                                                                                | 2014  | Melbourne Storm  | NRL         | 6e               | 24               | 14               | 0                | 10               | 1er tour            | 1            | 0            | 0            | 1            |
| 2015                                                                                                | 2015  | Melbourne Storm  | NRL         | 4e               | 24               | 14               | 0                | 10               | Finale préliminaire | 2            | 1            | 0            | 1            |
| 2016                                                                                                | 2016  | Melbourne Storm  | NRL         | 1er              | 24               | 19               | 0                | 5                | Finaliste           | 3            | 2            | 0            | 1            |
| 2017                                                                                                | 2017  | Melbourne Storm  | NRL         | 1er              | 24               | 20               | 0                | 4                | Champion            | 3            | 3            | 0            | 0            |
| 2018                                                                                                | 2018  | Melbourne Storm  | NRL         | 2e               | 24               | 16               | 0                | 8                | Finaliste           | 3            | 2            | 0            | 1            |
| 2019                                                                                                | 2019  | Melbourne Storm  | NRL         | 1er              | 24               | 20               | 0                | 4                | Finale préliminaire | 3            | 1            | 0            | 2            |
| 2020                                                                                                | 2020  | Melbourne Storm  | NRL         | 2e               | 20               | 16               | 0                | 4                | Champion            | 3            | 3            | 0            | 0            |
| 2021                                                                                                | 2021  | Melbourne Storm  | NRL         | 1er              | 24               | 21               | 0                | 3                | Finale préliminaire | 2            | 1            | 0            | 1            |
| 2022                                                                                                | 2022  | Melbourne Storm  | NRL         | 5e               | 24               | 15               | 0                | 9                | 1er tour            | 1            | 0            | 0            | 1            |
| 2023                                                                                                | 2023  | Melbourne Storm  | NRL         | 3e               | 24               | 16               | 0                | 8                | Finale préliminaire | 3            | 1            | 0            | 2            |
| 2024                                                                                                | 2024  | Melbourne Storm  | NRL         | 1er              | 24               | 16               | 0                | 8                | Finaliste           | 3            | 2            | 0            | 1            |
| 2025                                                                                                | 2025  | Melbourne Storm  | NRL         | -                | -                | -                | -                |                  | -                   | -            | -            | -            | -            |